# Phare arrière de Marcus Hook

Le phare arrière de Marcus Hook (en anglais : Marcus Hook Range Rear Light) est un phare  servant de feu d'alignement arrière situé près de Bellefonte sur le fleuve Delaware dans le Comté de New Castle, Delaware. 
Il est inscrit au Registre national des lieux historiques depuis le 27 mars 1989 sous le n° 89000287.

## Historique
La structure actuelle a été précédée d'une lumière temporaire sur un poteau, érigée en 1915. Elle a été construite en 1918 et est composée de neuf sections en béton armé. Sur le site il y a aussi un bâtiment à carburant et un logement de gardien. La balise d'origine affichait une lumière blanche fixe à l'aide d'une lentille de Fresnel du quatrième ordre, qui est maintenant exposée à l'Independence Seaport Museum de Philadelphie . Celle-ci avait été supprimée au début des années 80 et remplacée par une balise RL-24, affichant une lumière rouge fixe. La lumière a été automatisée dans les années 1950, mais la maison du gardien a été occupée par le personnel de la Garde côtière jusqu'en 2004. 
En mars 2005, le phare a pu être transféré en vertu de la National Historic Lighthouse Preservation Act (en), mais en 2010, un propriétaire privé a acheté le phare et la maison qui l'accompagne sur la propriété. La tour est une aide active à la navigation et non ouverte au public.
C'est la plus haute lumière de la côte atlantique des États-Unis. Ce phare fonctionne conjointement avec le feu d'alignement avant qui se trouve à environ 100 m à l'arrière de celui-ci.

## Description
Le phare  est une tour carrée en béton armée de 32 m de haut. Le phare est non peint. Il émet, à une hauteur focale de 85 m, un lumière rouge continue. Sa portée n'est pas connue.
Identifiant : ARLHS : USA-474 ; USCG : 2-3140 ; Admiralty : J1314.1 .

### Lien connexe
- Liste des phares du Delaware